# クリスタ・シークフリーズ

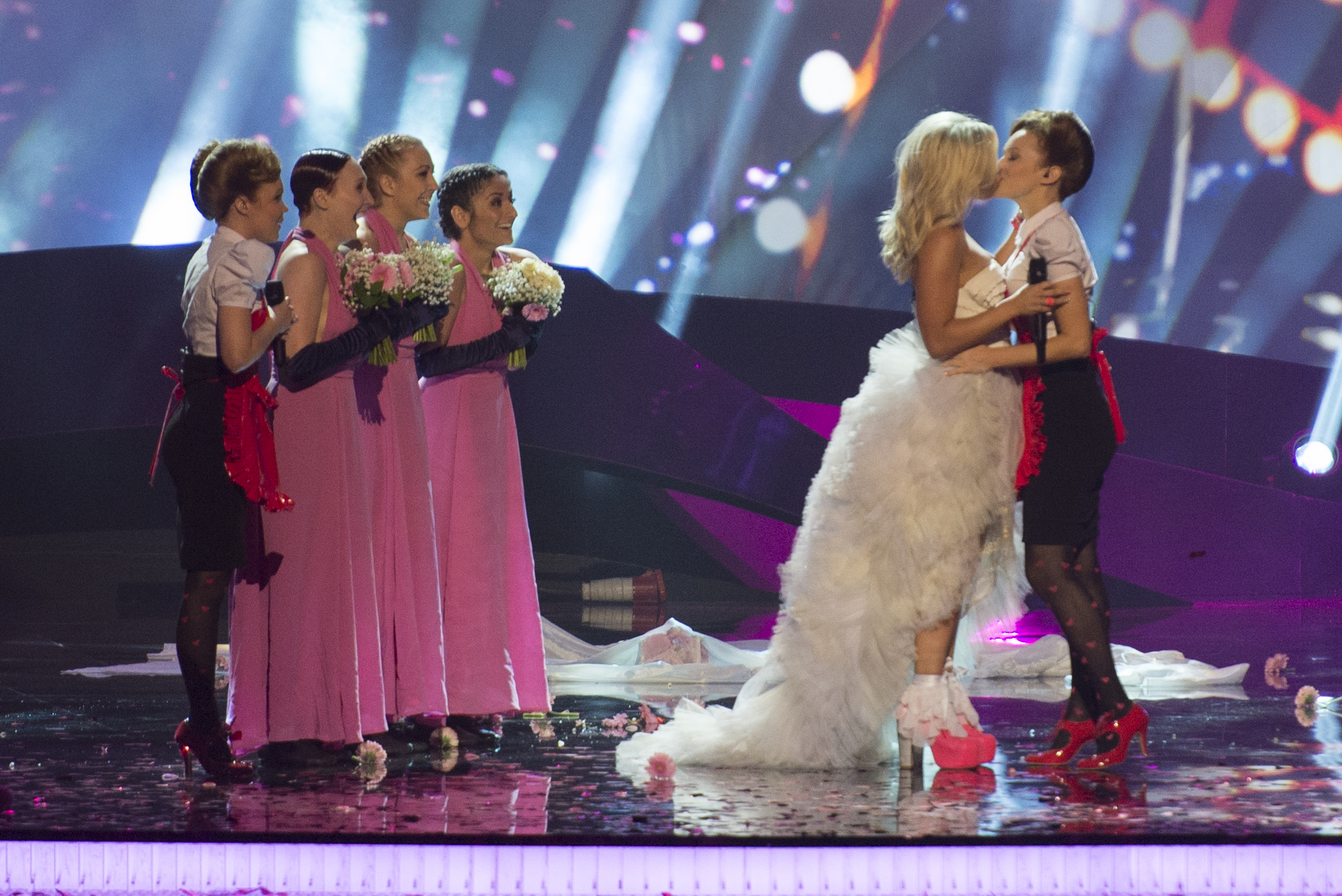
バッキングボーカルの1人とキスするクリスタ・シークフリーズ（ユーロビジョン・ソング・コンテスト2013にて）

クリスタ・シークフリーズ（スウェーデン語: Kristin "Krista" Siegfrids、1985年12月4日 - ）は、カスキネン出身のフィンランドの歌手である。2013年5月にスウェーデン・マルメで開催されるユーロビジョン・ソング・コンテスト2013のフィンランド代表に選出され、同大会で「Marry Me」を歌う。デビュー・アルバム『Ding Dong』は同年5月に発売された。

## 来歴
スウェーデン語話者としてフィンランド西部のカスキネン / カスケに生まれる。スウェーデン語を母語とするが、フィンランド語も流暢に話すことができる。ヴァーサにて教育を学ぶ。
2009年にデイジー・ジャック（Daisy Jack）というバンドを始めたのが音楽業界での第一歩であった。バンドの初のシングル「Perfect Crime」は2011年10月に発売された。また、ヘルシンキのスウェーデン語劇場にて、ミュージカル「Play Me」（2009年-2010年）で初めてミュージカルの経験をした。更にヘルシンキのFinnish Peacock Theatreでロック・ミュージカル「Muskettisoturit」でも役柄を演じた。
音楽オーディション番組・ヴォイス・オヴ・フィンランドの第1シーズン（2011年-2012年）に挑むが、準決勝にて敗退する。
ユーロビジョン・ソング・コンテスト2013のフィンランド代表選考である「Uuden Musiikin Kilpailu 2013」に挑み、2013年2月9日の決勝では自身の楽曲「Marry Me」が審査員、視聴者投票の双方で首位となり、フィンランド代表となることが決まった。2013年5月にスウェーデン・マルメで開催される同大会のフィンランド代表として「Marry Me」を歌う。初のアルバム『Ding Dong』は同年5月10日に発売された。

## アルバム
- Ding Dong (2013)[3]